# Asymmetrione desultor
Asymmetrione desultor är en kräftdjursart som beskrevs av Clements Robert Markham 1975. Asymmetrione desultor ingår i släktet Asymmetrione och familjen Bopyridae. Inga underarter finns listade i Catalogue of Life.